# 土田知則
土田 知則（つちだ とものり、1956年3月8日 - ）は、日本のフランス文学者、翻訳家。千葉大学名誉教授。専門は文学理論。

## 人物・来歴
長野県生まれ。1979年千葉大学人文学部人文学科英文学専攻卒業。1987年東京大学大学院人文科学研究科博士課程単位取得退学。2019年「ポール・ド・マンの戦争」で慶應義塾大学文学博士。1992年千葉大学文学部助教授、教授。2021年定年退任、名誉教授。

## 著書
- 『プルースト 反転するトポス』（新曜社） 1999
- 『間テクスト性の戦略』（夏目書房、Natsume哲学の学校） 2000
- 『ポール・ド・マン 言語の不可能性、倫理の可能性』（岩波書店） 2012
- 『現代思想のなかのプルースト』（法政大学出版局） 2017
- 『ポール・ド・マンの戦争』（彩流社、叢書 フィギュール彩101） 2018
- 『他者の在処 住野よるの小説世界』（小鳥遊書房） 2020
- 『『星の王子さま』再読』（小鳥遊書房） 2021
- 『二一世紀のパトリック・モディアノ: 七編のテクストを読む』（小鳥遊書房） 2022
- 『私はとんでもない：フランソワーズ・サガン『悲しみよこんにちは』を読む』（小鳥遊書房） 2023

### 共編著
- 『現代文学理論 テクスト・読み・世界』（神郡悦子, 伊藤直哉共著、新曜社、ワードマップ） 1996
- 『文学理論のプラクティス 物語・アイデンティティ・越境』（青柳悦子共著、新曜社、ワードマップ） 2001
- 『世界の長編文学 あらすじと読みどころで味わう』（編、新曜社） 2005
- 『狂気のディスクルス』（編、夏目書房） 2006

## 翻訳
- 『肉体と死と悪魔』（マリオ・プラーツ、倉智恒夫, 草野重行, 南條竹則共訳、国書刊行会） 1987、のち新版 2000
- 『狂気と文学的事象』（ショシャナ・フェルマン、水声社） 1993
- 『ジャック・デリダのモスクワ』（夏目書房） 1996
- 『詩的言語の脱構築 第二ボードレール革命』（バーバラ・ジョンソン、水声社） 1997
- 『言語の金使い 文学と経済学におけるリアリズムの解体』（ジャン・ジョゼフ・グー、新曜社） 1998
- 『ポール・ド・マンの思想』（マーティン・マックィラン、新曜社） 2002
- 『キーパーソンで読むポストモダニズム』（ハンス・ベルテンス, ジョウゼフ・ナトーリ編、時実早苗, 篠崎実, 須藤温子, 竹内康史共訳、新曜社） 2005
- 『そのたびごとにただ一つ、世界の終焉』（ジャック・デリダ、岩野卓司, 藤本一勇, 國分功一郎共訳、岩波書店） 2006
- 『デリダを読む』（ペネロペ・ドイッチャー、富士書店） 2008
- 『読むことのアレゴリー ルソー, ニーチェ, リルケ、プルーストにおける比喩的言語』（ポール・ド・マン、岩波書店） 2012、のち講談社学術文庫 2022
- 『批評的差異 読むことの現代的修辞に関する試論集』（バーバラ・ジョンソン、法政大学出版局） 2016